# Catocala flavicollis
Catocala flavicollis là một loài bướm đêm trong họ Erebidae.